# Kylie Cronk
Kylie Cronk, född den 27 mars 1984 i Toowoomba, Queensland, är en australisk softbollspelare.
Hon tog OS-brons vid de olympiska softboll-turneringarna vid olympiska sommarspelen 2008 i Peking.